# Kollárovci
Kollárovci jsou hudební skupina, hrající od roku 1997. Své první CD vydali až v roce 2002. Hrají a skládají hlavně folklórní písně, blízké folklóru východního Slovenska. Při zpěvu často používají goralské nářečí (nářečí slovenštiny), které je směsí slovenštiny, polštiny a ukrajinštiny a nepodobá se těšínskému nářečí[zdroj?]. Ve zpěvu se členové skupiny střídají. Mají mimořádný cit pro melodii[zdroj?]. Zatím vydali 12 hudebních CD. Skupinu tvoří především 3 bratři z rodiny Kollárovců. Několikrát se proslavili na hudebních festivalech v zahraničí (viz folklórní festival v Chambly), hrají i na soukromých koncertech. Nejčastěji mimo Slovensko koncertují v Polsku a v Česku, kde pravidelně hrají v televizním pořadu Šlágr TV.

## Členové
- Tomáš Kollár — housle
- Štefan Kollár — saxofon , klarinet, akordeon
- Marek Kollár — druhé housle
- Juraj Švedlár - basgitara
- Patrik Červeňák-  bicí nástroje
- Juliús Michal Hudi cimbál
- Peter Rončík -  kytara

## CD
- Z Kolačkova parobci
- Keď chlapci hrajú
- Hej tam od Tatier
- Pozdrav zo Slovenska
- Dievčatá
- Vianoce s Kollárovcami
- Góralu cy či nie žaĺľ
- Môj život je muzika
- Neúprosný čas
- Vlasy čierne
- Len Tebe spievam (Živé)
- Viancna nálada
- Modlím sa piesňou